# Prothrombinasekomplex
Der Prothrombinasekomplex ist ein aus mehreren Faktoren zusammengesetzter Baustein der plasmatischen Gerinnung (sekundäre Hämostase).
Der Komplex besteht aus vier Faktoren:
- Stuart-Prower-Faktor (Faktor X),
- Proaccelerin (Faktor V),
- Phospholipide und
- Calciumionen (Faktor IV)[1]

Die Aufgabe des Prothrombinasekomplexes ist die Aktivierung des Faktors II (Prothrombin) zu Faktor IIa (Thrombin) und bildet damit einen zentralen Punkt der Gerinnungskaskade. Er assembliert zunächst auf der Oberfläche Tissue Factor-tragender Zellen. Im weiteren Verlauf der Gerinnung findet man ihn auch an der Oberfläche aktivierter Thrombozyten.
Zu bedenken ist jedoch, dass der Faktor X durch den Initiationskomplex aus Tissue factor (TF / Faktor III) und Faktor VII aktiviert wird, während der Faktor V durch bereits aktiviertes Thrombin aktiviert wird. Dieser auf den ersten Blick paradox erscheinende Zusammenhang lässt sich dadurch erklären, dass es sich bei der plasmatischen Gerinnung nicht um ein starres Schema, sondern um ein dynamisches Gleichgewicht der Reaktionen handelt.

## Weiterführende Literatur
- Bernd Pötzsch, Katharina Madlener: Hämostaseologie. Grundlagen, Diagnostik und Therapie Springer, 2010, ISBN 978-3642015434
- P. N. Walsh, S. S. Ahmad: Proteases in blood clotting. In: Essays in biochemistry. Band 38, 2002, S. 95–111, ISSN 0071-1365. PMID 12463164. (Review).
- A. J. Gale, S. Yegneswaran u. a.: Characterization of a factor Xa binding site on factor Va near the Arg-506 activated protein C cleavage site. In: The Journal of biological chemistry. Band 282, Nummer 30, Juli 2007, S. 21848–21855, ISSN 0021-9258. doi:10.1074/jbc.M702192200. PMID 17553804.
- M. E. Nesheim, J. B. Taswell, K. G. Mann: The contribution of bovine Factor V and Factor Va to the activity of prothrombinase. In: The Journal of biological chemistry. Band 254, Nummer 21, November 1979, S. 10952–10962, ISSN 0021-9258. PMID 500617.